# Rick Ungar
Richard Ungar, detto Rick (Youngstown, 4 novembre 1950), è uno scrittore, sceneggiatore e produttore televisivo statunitense, approdato poi al giornalismo su Forbes.com e Washington Monthly, nonché su diverse emittenti radiofoniche.

## Biografia

### Carriera nell'animazione
Approdato al mondo dell'animazione in giovane età, Ungar diventa presidente della Marvel Productions nel 1992, e, in collaborazione con Stan Lee e Fox Kids produce serie quali Insuperabili X-Men, I Fantastici Quattro, Iron Man e L'incredibile Hulk.
Nel 1993 ha l'idea per la sua creazione maggiormente nota: Biker Mice da Marte, che in breve diviene una delle serie di maggior successo degli anni novanta. Contemporaneamente a ciò, per la NBC lancia Access Hollywood.
Divenuto presidente del Marvel Characters Group nel 1999, Ungar produce la serie televisiva X-Men Evolution ed il live action Mutant X. Dal 2003 si dedica prettamente al lavoro di produttore e lancia La leggenda del drago, Zorro: Generation Z e Dork Hunters From Outer Space, oltretutto realizza il sequel della sua opera più celebre: Biker Mice from Mars, che tuttavia non eguaglia il successo dell'originale.

### Carriera giornalistica
Nel 2009 abbandona il mondo dell'animazione per dedicarsi alla politica sanitaria statunitense, soggetto che per anni ha catturato l'interesse dello scrittore e per cui incomincia varie pubblicazioni online, dapprima su siti come Culture11 ed in seguito su Forbes.com e Washington Monthly.
Negli anni la posizione liberale di Ungar su tali, delicati, soggetti lo ha portato ad essere una voce accreditata e ricorrente in varie trasmissioni televisive e radiofoniche americane, nonché ospite fisso su Forbes on Fox.

## Filmografia parziale
- L'Uomo Ragno (1981-1982)
- Insuperabili X-Men (1992-1997)
- Biker Mice da Marte (1993-1996)
- Iron Man (1994-1996)
- I Fantastici Quattro (1994-1996)
- L'incredibile Hulk (1996-1997)
- Roswell Conspiracies (1999-2000)
- X-Men Evolution (2000-2003)
- Mutant X (2001-2004)
- La leggenda del drago (2006-2008)
- Biker Mice from Mars (2006-2007)
- Zorro: Generation Z (2007-2008)
- Dork Hunters From Outer Space (2008)